# دوري الدرجة الأولى الليتواني 2014
دوري الدرجة الأولى الليتواني 2014 (بالليتوانية: 2014 m. A lyga)‏ هو الموسم 25 من  دوري الدرجة الأولى الليتواني. أقيم خلال الفترة 8 مارس 2014 وحتى 9 نوفمبر 2014، وكان عدد الأندية المشاركة فيه  10، وفاز فيه نادي جالغيريس.